# Vassy-sous-Pisy
Vassy-sous-Pisy (bis 2010: Vassy) ist eine französische Gemeinde mit 62 Einwohnern (Stand: 1. Januar 2022) im Département Yonne in der Region Bourgogne-Franche-Comté (vor 2016 Bourgogne) im Osten Frankreichs. Die Gemeinde gehört zum Arrondissement Avallon und zum Kanton Chablis (bis 2015 Guillon). Die Einwohner werden Vasseyens genannt. 

## Geografie
Vassy-sous-Pisy liegt etwa 58 Kilometer südöstlich von Auxerre. Umgeben wird Vassy-sous-Pisy von den Nachbargemeinden Bierry-les-Belles-Fontaines im Norden, Fain-lès-Moutiers im Osten und Nordosten, Corsaint im Süden und Osten sowie Pisy im Westen.

## Einwohnerentwicklung
| Jahr                      | 1962 | 1968 | 1975 | 1982 | 1990 | 1999 | 2006 | 2013 |
| ------------------------- | ---- | ---- | ---- | ---- | ---- | ---- | ---- | ---- |
| Einwohner                 | 130  | 119  | 121  | 96   | 89   | 96   | 83   | 73   |
| Quelle: Cassini und INSEE |      |      |      |      |      |      |      |      |

## Sehenswürdigkeiten
- Kirche Saint-Martin aus dem 15. Jahrhundert
- Schloss aus dem 18. Jahrhundert